# انهتاك الدماغ
انهتاك الدماغ أو التهتك المخي هو نوعٌ من الإصابات الدماغيَّة الرضحيَّة التي تحدث عندما تقطع أو تمزق أنسجة المخ ميكانيكيًا. تشبه هذه الإصابة الرضة الدماغيَّة، ولكن حسب التعريف فإنَّ أغشية الأم الحنون والأم العنكبوتية تتمزق فوق موقع الإصابة في الانهتاك، ولا تتمزق في الرضة. يتطلب حدوث الانهتاك قوةً جسمانيًّة أكبر من الرضة، ولكن على الرغم من هذا، إلا أنَّ النوعين من الإصابات يُجمعان معًا في أنظمة التصنيف الدولي للأمراض (ICD-9 وICD-10).

## العلامات والأعراض
يعاني خمس الأشخاص المصابين بانهتاكاتٍ دماغيَّة من فترة الصحو ولا تحدث تغيراتٍ كبيرةٍ في مستوى الوعي. ينخفض مستوى الوعي مع نزيف الانهتاك وبدء الدم في التراكم داخل الجمجمة.

### الإصابات المترافقة
عادةً ما يتصاحب انهتاك مع إصاباتٍ دماغيةٍ أُخرى وغالبًا ما تحدث مع كسور الجمجمة على جانبي الرأس. تحدث الانهتاكات بشكلٍ متكررٍ في نفس مناطق الرضات، وهي شائعةٌ خصوصًا في الفصوص الجبهيَّة السفلية وأقطاب الفصوص الصدغيَّة. عندما ترتبط مع إصابة محورية منتشرة، فإنَّ الجسم الثفني وجذع الدماغ تعد من المواقع الشائعة لحدوث الانهتاكات. كما يشيعُ جدًا حدوث الانهتاكات في إصابات الرأس النافذة والثاقبة وغالبًا ما تصاحب كسور الجمجمة، ومع ذلك، فقد تحدث أيضًا دون كسرٍ في الجمجمة. تحدث بعض الانهتاكات نتيجةً لتمدد أنسجة الدماغ، لذلك قد ترتبط أيضًا مع نزيفٍ داخل المتن (نزف مخي).

## المآل
إن انهتاك الدماغ مع وجود كمياتٍ كبيرة من الدم الظاهر عبر التصوير المقطعي المحوسب يعد مؤشرًا لسوء المآل. لا يبدو أنَّ تطور ومسار المضاعفات (الآثار الصحية الناتجة عن الإصابة نفسها ولكنها تختلف عنها) يتأثر بموقع الانهتاك أو تأثير الكتلة الذي يسببه.

### باللغة الإنجليزية
1. 1 2 3 4 5 6  Hardman JM، Manoukian A (2002). "Pathology of Head Trauma". Neuroimaging Clinics of North America. ج. 12 ع. 2: 175–187, vii. DOI:10.1016/S1052-5149(02)00009-6. PMID:12391630.
2. 1 2 3 4 5 6  Granacher RP (2007). Traumatic Brain Injury: Methods for Clinical & Forensic Neuropsychiatric Assessment, Second Edition. Boca Raton: CRC. ص. 26. ISBN:978-0-8493-8138-6. مؤرشف من الأصل في 2023-01-14. اطلع عليه بتاريخ 2008-07-06.
3. ↑  Gennarelli GA، Graham DI (2005). "Neuropathology". Textbook Of Traumatic Brain Injury. Washington, DC: American Psychiatric Association. ص. 29. ISBN:1-58562-105-6. اطلع عليه بتاريخ 2008-06-10.

### باللغة العربيَّة
1. ↑  [أ] محمد هيثم الخياط (2006). المعجم الطبي الموحد: إنكليزي - عربي (بالعربية والإنجليزية) (ط. 4). بيروت: مكتبة لبنان ناشرون، منظمة الصحة العالمية. ص. 1078. ISBN:978-9953-33-726-5. OCLC:192108789. QID:Q12193380.
[ب] ميشيل إبراهيم؛ غسان منصور؛ ريتا صياح؛ فادي فرحات (2006). قاموس المصطلحات الطبية: (إنكليزي-عربي)، مع مسرد (فرنسي-إنكليزي) بالتعابير الطبية ذات الجذور المختلفة (بالعربية والإنجليزية) (ط. 1). بيروت: دار الكتب العلمية. ص. 398. ISBN:978-2-7451-5027-1. OCLC:70859660. QID:Q126730603.
2. ↑  جابر عبد الحميد جابر؛ علاء الدين كفافي (1988)، معجم علم النفس والطب النفسي (بالعربية والإنجليزية)، دار النهضة العربية، OCLC:21032881، QID:Q131522488